# Amores de fin de siglo
Amores de fin de siglo es una telenovela venezolana producida y transmitida por el canal RCTV en el año 1995. Original del afamado escritor venezolano Leonardo Padrón, fue producida por Carmen Cecilia Urbaneja y dirigida por Leonardo Galavís y Luis Manzo. 
Fue protagonizada por Maricarmen Regueiro y Flavio Caballero, contó con las participaciones estelares de Ruddy Rodríguez, Ana Karina Manco, Franklin Virgüez, Gledys Ibarra y Daniel Lugo.     
Fue distribuida internacionalmente por RCTV Internacional.

## Sinopsis
Dicen que la vida es una furiosa carrera en la carretera; en donde su gente se cansa por su propio peso. El mundo está lleno de ruidos. En lo más profundo de sus ciudades, en cada habitación, sobre las mantas, se puede oír los sonidos de los animales urbanos... dos seres convirtiéndose en uno sólo. Desde el inicio de los tiempos, la gente ha luchado para ser justamente eso: una pareja. Es la ecuación final, y la más difícil de todas. Esta es, en cierto modo, una historia sobre relaciones basada en el código de amor de los 90's. En otras palabras, es la historia de cada uno de nosotros. Es acerca de las diferentes formas de amor que existen tras cada ventana en una ciudad habitada por millones. Pero, sobre todo, es una historia sobre el término más vapuleado de los tiempos modernos: el matrimonio.
Dos edificios se encuentran en el epicentro de esta metrópolis. Uno, que mira hacia el sur, está habitado por la clase media. El otro mira hacia el oeste, donde se pone el sol junto a la conglomeración de sus habitantes más comunes. Al enfocarnos en el décimo piso de uno de estos edificios, somos testigos de la vida de dos parejas vecinas: Santiago y Constanza han estado casados por siete años. Anastasia y Diego han estado casados por siete horas. Constanza es una actriz de teatro; una madre cansada de ser una madre y una mujer con sed por la vida. Santiago es un fotógrafo; un hombre que ha destruido su propia vida y ahora vive el matrimonio con la seguridad de que el amor está a punto de perecer. Diego y Anastasia son la otra pareja; él es un gran investigador de la policía con una afición por las mujeres hermosas y ella es una egresada de la escuela de periodismo... una recién casada que, al entrar a la adultez, recibe un golpe mortal e irrevocable en el corazón, y esto cambiaría sus vidas para siempre.
Al otro lado de la ciudad, Ezequiel Camacho, un joven y beligerante jesuita se ve incurable y eternamente atraído a Lejana San Miguel una prostituta cuya legendaria belleza se ve rodeada por la turbulencia de la noche. Esto marca el inicio de su tormento. Ambos extremos de la ciudad se verán devastados por la fe de sus residentes.
También conoceremos la vida amorosa de una sexóloga, las ansiedades de un instructor de aeróbicos, las infidelidades de un cajero de banco, las fantasías de un acomodador en un cine, el declive sexual de un taxista y las desastrosas aventuras amorosas de una ama de casa. Visitaremos cada piso, golpearemos cada puerta y encenderemos cada lamparita en la gran ciudad. El amor sentirá el poder de los problemas económicos y la irritabilidad que conllevan; de las sobredosis de trabajo y del sexo sin fervor. El amor descubrirá lo que es la rutina y el tedio. Conocerá la exquisita telepatía que existe en una pareja, se verá abrumado por abrazos nocturnos, será testigo de sus propias crisis. El amor terminará por fin comprendiendo lo que es el matrimonio: un pedazo de cielo, un pedazo de infierno. O, como se dijo alguna vez en una simple frase: "Esta es una historia de amor que comienza, donde otras han terminado".

## Elenco
- Maricarmen Regueiro - Anastasia Montalbán Sandoval
- Flavio Caballero - Comisario Diego Moncada
- Ana Karina Manco - Constanza Villalobos De Palma
- Daniel Lugo - Santiago Palma
- Ruddy Rodríguez - Lejana San Miguel / Manuela Palencia
- Franklin Vírgüez - Ezequiel Camacho
- Gledys Ibarra - Luna Camacho
- Carlos Márquez - Don José Tadeo Montalbán Istúriz
- Tomás Henríquez - Don Fucho Camacho
- María Cristina Lozada - Doña Imperio Sandoval De Montalbán
- Carlos Cámara Jr. - Régulo Rossi
- Elba Escobar - Victoria Montalbán De Rossi
- Haydée Balza - Doña Gallarda De Camacho
- Héctor Mayerston - Don Roque Moncada
- Virgilio Galindo - Don Narciso Camacho
- María Luisa Lamata - Sta. Palencia
- Eduardo Gadea Pérez - Don Toribio Aguado
- Dilia Waikkarán - Lucrecia Gómez
- Henry Soto - Abogado Gustavo Rondón
- Margarita Hernández - Gisela Castíos
- Carlos Cruz - Nazario
- Dora Mazzone - Inspectora Girana Lugo
- Alejo Felipe - Don Jorge Lira
- Karl Hoffman - Roberto Gil
- Iván Romero - Tito Camacho
- Jenny Noguera - Amalia "Yayita" Tamayo
- Linsabel Noguera - Alexandra Moncada Sandoval
- Rafael Romero - Inspector Juvencio Pérez
- Eileen Abad
- Daniela Alvarado - Gabriela Victoria Rossi Montalbán
- Luis Enrique Cañas
- Celsa Castillo  - Sofía Toro
- Verónica Cortéz - Antonieta De Avellaneda
- Virginia Urdaneta - Terapeuta Tamara
- Jeanette Lehr - Salomé Fuentes Iriarte
- Flor Elena González - Araceli Rengifo
- Reinaldo Lancaster - Padre Virgilio
- Leonardo Marrero - Agente Policial
- Araceli Prieto - Doña Malena De Moncada
- Mariam Valero - Oriana Salvatierra
- Martha Pabón - Dra. Daniela París
- Margaret Kukec - Doña Sarita De Rincón
- Kristin Pardo
- Lourdes Valera
- Mimí Lazo - Actriz Invitada
- Orlando Urdaneta
- Gustavo Rodríguez
- Yanis Chimaras
- Claudio Nazoa - Santos Pernalete
- Gonzalo Cubero - Sebastián Avellaneda
- Jean Carlos López - Juan Ratón Camacho
- Miguel Ángel Pérez - Moisés Palma
- Gleybert Thesman
- Tania Sarabia - Glicerides Pinzón
- Héctor Manrique - Camilo Rafael Reyes Altuve
- Enrique Ibáñez - Aníbal Jesús Montalbán Sandoval
- Beatriz Valdés
- Carlos Jiménez Quintero - Roberto San Miguel
- Leonardo Villalobos - Invitado Especial